# 顿河红豆草
顿河红豆草（学名：Onobrychis taneitica）为豆科驴食草属的植物。分布于欧洲、西伯利亚、中亚以及中国大陆的新疆等地，生长于海拔1,400米至2,100米的地区，多生在山地草甸、林间空地以及林缘，目前尚未由人工引种栽培。